# Abelheira
Abelheira é uma localidade da freguesia de Oliveira de Azeméis. Do latim “Apicularia”, significando “ninho ou esconderijo de abelhas nos troncos de árvores ou buracos das paredes”, foi o nome dado, por tradição imemorial, ao espaço envolvente que vai do antigo lugar e hoje rua de Paços até à passagem de nível, abrangendo ainda a área da rua Manuel José da Silva.
Antes da urbanização da zona era um lugar inóspito (só muito recentemente é que o seu nome figura nos livros de registo paroquial da Matriz, sinal de que antes não havia casas) e inacessível, como se diz na biografia do referido Manuel José da Silva, por ficar nas vertentes do Castelhão, outro curioso topónimo que desapareceu da nossa Toponímia, para dar lugar ao cemitério local. Dadas, porém, as características topográficas do lugar e o facto de Oliveira de Azeméis se ter feito à custa do trabalho conjugado e persistente do seu povo, como acontece com o trabalho das abelhas, pois inicialmente tanto a sede como este lugar não passavam de lugares ermos e abandonados aos insectos e às feras (consta, aliás, que aqui se chegou a refugiar um famoso javali, segundo notícias dos jornais dos finais do século XIX), dar o nome de Abelheira a lugar com tais características é, de algum modo, contribuir para que tal tradição, bem curiosa, não morra por completo.